# Трипофобія

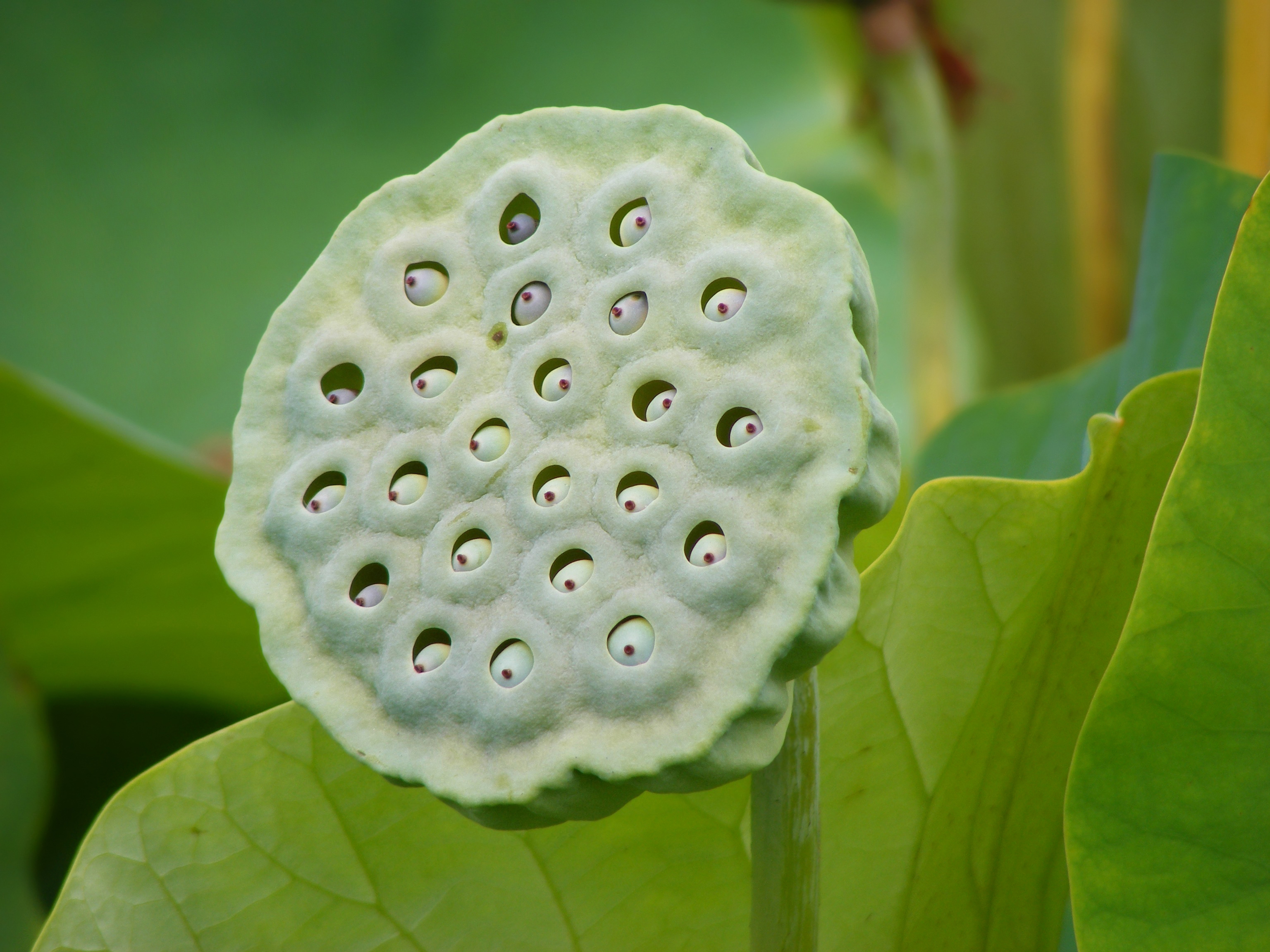
Отвори у насіннєвих голівках лотоса.

Трипофобія (від дав.-гр. τρύπα — отвір і φόβος — страх, фобія, також страх кластерних отворів) — це страх перед кластерними отворами, тобто скупченнями отворів. Термін запропоновано у 2005 році на одному з форумів. Скупчення невеликих отворів в органічних об'єктах, такі як насіння лотоса або бульбашки в тісті, можуть провокувати нервове тремтіння, шкірний свербіж, нудоту і загальне відчуття дискомфорту. Хоча трипофобія не визнана Американською психіатричною асоціацією і в статистичному посібнику з психічних розладів її немає, тисячі людей стверджують, що вони мають цю фобію.

## Дослідження
Дослідники Арнольд Вілкінс і Джефф Коул стверджують, що перші наукові дослідження трипофобії показують, що реакція, імовірно, ґрунтується на огиді, а не страху. У статті, написаній Вілкінсом і Коулом, описується, що реакція базується на відповіді мозку асоціаціям, які пов'язують певні форми з небезпекою. До типів форм, що викликають цю реакцію, включено «кластерні отвори в шкірі, м'ясі, дереві, рослинах, коралах, губках, цвілі, сухих стручках, насінні і щільниках». Дивлячись на них, деякі люди з трипофобією, відчувають «мурашки по тілу, тремтіння, свербіж і фізичне нездужання». Серед причин страху зазначають те, що отвори здаються «огидними й величезними», або здається, що «можна впасти в ці отвори», або «щось може жити всередині цих отворів». Психіатр Керол Метьюз вважає, що відповіді респондентів пов'язані з фіксованими установками і набутим страхом.
Використовуючи дані та інформацію із сайту Trypophobia.com, Вілкінс і Коул проаналізували приклади зображень, вивчаючи їх «люмінесценцію, контраст, довжину хвилі світла» та інші компоненти, і відзначили, що зображення мають «унікальні характеристики». Після розмови з людиною з трипофобією і спостерігаючи, як відбувається подібна негативна реакція на зображення отруйних тварин, дослідники прийшли до висновку, що ця фобія — це «несвідома рефлекторна реакція», що відбувається у «примітивній частині мозку, яка пов'язує образ з чимось небезпечним». В іншому дослідженні Лі, Коул і Вілкінс розробили опитувальник симптомів, який, на їхню думку, може використовуватися для виявлення трипофобії.